# Wiłowatowo
Wiłowatowo (maryjski Виловат, ros. Виловатово) – wieś w Rosji, w republice Mari El, w rejonie gornomarijskim. Według danych z 2010 roku zamieszkiwana przez 1360 osób.